# Kangourou (comics)
Kangourou (Kangaroo) est le surnom de deux super-vilains de seconde zone dans l'univers de Spider-Man.

## Les Kangourous

### le premier
Né à Sydney en Australie, Frank Oliver a grandi au milieu des kangourous, il a appris à se mouvoir et à sauter comme eux et il est devenu boxeur. Après avoir grièvement blessé un adversaire à cause de sa force, il est obligé d'arrêter la boxe. Il s'exile alors aux États-Unis et s'installe à New York. Dans la grosse Pomme, il va devenir un criminel en se servant de son agilité de kangourou et il devra affronter Spider-man à maintes reprises... Il apparait pour la première fois dans The Amazing Spider-Man n°81, paru en février 1970.

### Le second
Brian Hibbs est la deuxième personne à adopter l'identité du Kangourou. Il est d'abord mentionné comme un agent actif de l'organisation criminelle Corporation, à laquelle s'opposent divers super-héros, dont Captain America, Hulk, Luke Cage et quelques autres. Bien que n'étant pas Australien, Hibbs idolâtre le Kangourou originel, allant jusqu'à étudier les exploits de Frank Oliver pendant des années et à imiter le style et le discours de ce dernier...